# Гаврилов, Пётр Иванович (пехотинец)
Пётр Иванович Гаврилов (1925—1966) — советский военнослужащий. Участник Великой Отечественной войны. Герой Советского Союза (1945). Сержант.

## Биография
Пётр Иванович Гаврилов родился 8 октября 1925 года в селе Иванцево Белозерского уезда Череповецкой губернии РСФСР СССР (ныне село Череповецкого района Вологодской области Российской Федерации) в крестьянской семье. Русский. После окончания 8 классов и до призыва в армию Пётр Гаврилов работал в колхозе.
В ряды Рабоче-крестьянской Красной Армии П. И. Гаврилов был призван Петриневским райвоенкоматом Вологодской области в январе 1943 года и зачислен курсантом учебного стрелкового полка. В боях с немецко-фашистскими захватчиками сержант П. И. Гаврилов с августа 1943 года в составе 1024-го стрелкового полка 391-й стрелковой дивизии 1-й ударной армии Северо-Западного фронта. На Северо-Западном фронте Пётр Иванович участвовал в боях под Старой Руссой. В связи с расформированием фронта в ноябре 1943 года 391-я дивизия была передана в состав 6-й гвардейской армии 2-го Прибалтийского фронта. 8 декабря 1943 года в боях под Невелем сержант П. И. Гаврилов был ранен, но быстро вернулся в строй и зимой-весной 1944 года участвовал в Старорусско-Новоржевской операции фронта в составе 22-й армии. Вскоре командира 1-го отделения 1-го взвода 4-й стрелковой роты 1024-го стрелкового полка сержанта П. И. Гаврилова приняли в ряды ВКП(б), после чего он стал комсоргом роты. К началу летней кампании 1944 года дивизия, в которой служил Гаврилов, была передана в состав 3-й ударной армии. В её составе Пётр Иванович принимал участие в Режицко-Двинской операции.
17 июля 1944 года 4-я стрелковая рота 1024-го стрелкового полка получила приказ форсировать реку Зилупе и прорвать оборону противника на западном берегу реки. Однако продвижение роты было остановлено сильным пулемётным огнём. Сержант П. И. Гаврилов со связкой гранат сумел скрытно подобраться к немецким позициям и уничтожил огневую точку противника, после чего обошёл немецкие позиции с тыла и забросал их гранатами, уничтожив 20 солдат вермахта. Остальные в панике бежали, что позволило роте переправиться через реку и занять немецкие траншеи. 18 июля 1943 года у деревни Лаудери рота попала в засаду. Комсорг Гаврилов первым поднялся в атаку и личным примером увлёк остальных бойцов за собой. В рукопашной схватке был ранен командир взвода, и Пётр Иванович принял командование взводом на себя. Под его руководством взвод в течение 20 минут штурмом овладел населённым пунктом Лаудери, после чего перерезал шоссе, ведущее на Режицу (ныне Резекне), где отразил три контратаки противника, уничтожив 132 немецких солдата и офицера. В этом бою Пётр Иванович был дважды ранен, но продолжал командовать подразделением. 21 июля 1944 года отделение сержанта Гаврилова, действуя в разведке, попало в засаду. Пётр Иванович был тяжело ранен в голову и был эвакуирован в госпиталь. Восстановление было долгим, и на фронт он уже не вернулся.
24 марта 1945 года сержанту Петру Ивановичу Гаврилову указом Президиума Верховного Совета СССР было присвоено звание Героя Советского Союза.
Демобилизовавшись в 1945 году, П. И. Гаврилов поселился в Риге. Работал инспектором Рижской таможни в Рижском порту. 9 мая 1966 года Пётр Иванович скончался. Похоронен в Риге на кладбище Микеля.

## Награды
- Медаль «Золотая Звезда» (24.03.1945).
- Орден Ленина (24.03.1945).
- Орден Славы 3 степени (29.07.1944).
- Медали, в том числе:

медаль «За победу над Германией в Великой Отечественной войне 1941—1945 гг.».
- Именные золотые часы (1965).
- Почётная грамота Президиума Верховного Совета Латвийской ССР.

## Документы
- Общедоступный электронный банк документов «Подвиг Народа в Великой Отечественной войне 1941—1945 гг.» Архивировано 13 марта 2012 года. № в базе данных 150006554. Архивировано 25 мая 2012 года., 34998293. Архивировано 25 мая 2012 года., 46761406. Архивировано 25 мая 2012 года., 46801865. Архивировано 25 мая 2012 года.